# Слободан Вуксановић
Слободан Вуксановић (Београд, 2. мај 1965) српски је песник, есејистичар, преводилац и политичар. Он је бивши министар просвете и спорта у влади Војислава Коштунице.

## Биографија
Дипломирао је на одсеку за Општу и југословенску књижевност на Филолошком факултету у Београду, магистрирао је 1993. године, на тему о српском песништву у Румунији, а докторирао 1998. на тему о српском песништву у дијаспори у Новом Саду.
Био је уредник часописа „Видици“ (од 1990. до 1992. године), професор књижевности у Музичкој школи „Мокрањац“ (1991—1992), главни и одговорни уредник листа „Студент (часопис)“ (1992—1993). Аутор је 12 књига и члан Удружења књижевника Србије.
Вуксановић је у младости играо кошарку у првој постави „Радничког“.
Говори енглески језик. 

## Политичка каријера
Слободан Вуксановић био је члан Демократске странке од 1990. У ДС, и у политику уопште, ушао је јер је његов ујак, Драгољуб Мићуновић, био председник странке. Био је и један од људи који су обновили рад Демократске омладине, и три године портпарол странке. Из Демократске странке је иступио са позиције потпредседника после Шесте конвенције ДС 27. фебруара 2000. године, када његова кандидатура за председника странке није прошла. Победио га је председник странке др Зоран Ђинђић, кога је подржало 605 делегата, према 485 за Вуксановића.
Народном покрету Отпор приступио је 1. јуна 2000, а иступио 23. октобра исте године. Прелази у Покрет за демократску Србију (ПДС) Момчила Перишића, где је 4. новембра 2000. изабран за потпредседника. Из ПДС, са групом истомишљеника, такође иступа у новембру 2002. не успевши да преузме место председника покрета, и они оснивају Народну демократску странку (НДС), са Вуксановићем као председником.
Биран за посланика Скупштине Србије, а више пута за општинског и градског одборника. На локалним изборима у септембру 2004, Слободан Вуксановић се кандидовао за градоначелника Београда са слоганом Баш Наш! (завршио на последњем месту са 6892 гласа док је за кандидатуру било потребно 10.000 потписа).
Његова НДС је потом колективно приступила ДСС-у Војислава Коштунице, а он је изабран на место министра за просвету и спорт у Влади Србије, на којем је наследио Љиљану Чолић, која је поднела оставку под притиском јавности после низа контроверзних потеза.
Након избора 2008. године, радио је на месту Шефа информативне службе Демократске странке Србије. 
Докторирао на Европском универзитету у Београду у области међународних односа, 2009.год. Био је професор методике наставе и књижевности за децу на Државном универзитету у Новом Пазару од 2009. до 2014. године. Објавио је 25 књига - есеји, приручници, уџбеници, монодраме, романе и песме.
Увршћен у књизи изузетних интелектуалаца 2010.г. Биографски институт, Универзитет у Кембриџу.
23. априла 2013. године је напустио Демократску странку Србије.

### Гласине о „бескућништву”
Слободан Вуксановић је привукао пажњу јавности након што је дневни лист Курир у јануару 2017. године објавио чланак под насловом "ШОКАНТНО! БИВШИ МИНИСТАР БЕСКУЋНИК!", у којем се наводило како је Вуксановић "регистрован као бескућник" и да је недавно нађен "сав изнемогао" у парку на клупи "усред ноћи", како "сазнаје Курир". Штампано издање овог чланка је садржало и фотографију Вуксановићевог ујака Мићуновића као и цитат у управном говору који је био приписан Мићуновићу, чиме се стварао утисак да је Мићуновић недавно лично потврдио ове гласине о свом рођаку.
Убрзо након објављивања овог чланка, људи блиски Вуксановићу, а пре свега његов сусед Душан Дуле Недељковић, су отворено негирали ове тврдње, наводећи да је Вуксановић и даље универзитетски професор који живи у стану на Врачару. Слободан Вуксановић је и сам био интервјуисан поводом ових тврдњи од стране разних медија, између осталог и на свом радном месту, при чему је изјавио:
"Навикао сам у 28 година политичког ангажмана да се многима сервирају овакви текстови када су кандидати за неке државне функције. Ја сам то неколико пута доживео, али први пут сада кад се не кандидујем ни за једну функцију на било којим од предстојећих избора."

## Дела
- Халејева комета над Косовом (1990), Песме, Хипнос, Београд
- Есеј о анђелима (1992), Песме, Рад, Београд
- Путовање Јелене Ердељан (1993), Песме, Студентски културни центар, Београд
- Рука огњена (1994), Песме, рад, Београд
- Сад памет у главу (1995), друго издање (1997), а треће (2000), ова монодрама премијерно је изведена 3. октобра 1996. У позоришту Радовић, БИГЗ, Београд
- Прећутане песме (1993), Есеји, Дечије новине, Горњи Милановац
- Бицикл Милоша Црњанског (1993), Есеји, Културни центар, С. Паланка
- Песме са границе (1995), Есеји, Просвета, Београд
- Поетика завичајног (1998), Есеји, Дом културе, Чачак
- Далеко од сензационалног (2000), Есеји, Блиц, Београд
- Лисац на асфалту (2000), Роман, Евро, Београд
- Прећутана књижевност (2003), Есеји, Удружење књижевника Србије
- Песма о Косову (1991)
- Политичке комуникације (2009), Есеји, Просвета, Београд
- Сачувај Боже, далеко било (2009), Монодраме-monodramas, двојезично, српско-енглеско издање, Просвета, Београд
- Белешке о лектири I (2009), Монографија, Књига Комерц, Београд
- Белешке о лектири II (2009), Монографија, Књига Комерц, Београд
- Мали људи (преглед књижевности за децу) (2010), Есеји, Књига Комерц, Београд
- 56 примера, приручник-методичка обрада наставних јединица, есеји (2011), Књига Комерц, Београд
- Методички подсетник –приручник за студенте и наставнике (2012), Књига Комерц, Београд
- Мала писма великој Ањи (2012), Лагуна, Београд
- Опште особине књижевности за децу (2012), приручник за студенте и наставнике, Шпринт, Београд
- Методичка пракса (2012), приручник за студенте и наставнике, Шпринт, Београд
- Мала писма великој Ањи (2013), друго издање, Лагуна, Београд
- Letters to my daughter Anya (2013), издање на енглеском језику, Лагуна, Београд
- Тајна једног дворишта (2014) песме за тинејџере,Чигоја, Београд
- Павловића дућан (2015) приче, Чигоја, Београд